# 安達祐人
安達祐人（あだちゆうと、1998年1月23日 - ）は、日本出身の歌手、ダンサー、ラッパーである。RINK Entertainment所属。

## 来歴
1998年1月23日、日本の長野県で末っ子として生まれる。小学4年生の頃、姉と一緒に見ていたテレビで東方神起や少女時代に魅了され、K-POPに興味を持ち始めた。
2013年、CUBEエンターテインメントのグローバルオーディションに応募して合格。高校を中退して、韓国へ渡った。
2016年、Mnetで放送されたサバイバル番組『PENTAGON MAKER』への出演を経て、PENTAGONのメンバーとしてデビュー。CUBEエンターテインメント初の日本人アイドルとなった。
2019年、シングル『COSMO』で日本メジャーデビュー。
2023年10月9日、CUBEエンターテインメントとの専属契約が終了。

### 日本での活動
2023年10月26日、RINKエンターテインメントに所属し、日本を拠点として活動していくことを発表した。
2023年12月13日、シングル『Dat girl』で日本ソロデビュー。
2025年5月14日、1st EP『BLUE SPRING』をリリース予定。本格的な再始動にあたり、今後の活動はSTARBASEとホリプロが共同で手掛けていくことも発表された。

## 人物
趣味はアニメ鑑賞、動画鑑賞、漫画を読むこと、サッカー、海外の音楽鑑賞である。

## ディスコグラフィ

### ソロ（PENTAGON時代）
- Kuro（2019年）
- Pencil（2020年）
- Sight(視線)（2020年）
- Flower（2020年）
- You are the main character（2020年）
- Dreamer（2020年）
- Honki ft. Houdini（2020年）
- 傷〜wounds〜（2021年）
- 頑張らなくてもいいよ（2022年）

### シングル
| No. | 作品名                      | 収録曲                               | 形態        |
| --- | --------------------------- | ------------------------------------ | ----------- |
| 1st | Dat girl （2023年12月13日） | 1. Poker 2. Dat girl 3. Wild 4. Zone | CD 音楽配信 |

## 出演

### バラエティ
- クイズの上のアイドル（2020年、KBS 2TV）[9]
- CUBE通信（2020年、CUBE TV）[10]
- MタメBANG！（2021年-、 Mnet Japan）[11]
- あざとくて何が悪いの？（2021年8月14日、テレビ朝日）[12]
- PENTAGON ユウトのはじめてソロキャンプするンデ！（2021年、Mnet Japan）[13]
- THE KLOBAL STAGE（2023年4月22日-7月1日、テレビ東京）

### ラジオ
- 古家正亨 K TRACKS（2023年12月19日、ニッポン放送）

### イベントMC
- 10th Anniversary KMF2017（2017年）with ユウタ(NCT 127)[14]
- 第69回さっぽろ雪まつり 10th Anniversary K-POP FESTIVAL2018（2018年）[15]